# Бережко, Юрий Викторович
Юрий Викторович Бережко (27 января 1984, Комсомольск-на-Амуре) — российский волейболист, доигровщик клуба «Белогорье». Выступал за сборную России — чемпион Игр XXX Олимпиады в Лондоне, чемпион Европы 2017 года, заслуженный мастер спорта России.

## Биография
Юрий Бережко родился и вырос в Комсомольске-на-Амуре, начинал играть в общеобразовательной школе № 32 под руководством своего отца Виктора Фёдоровича, преподавателя физкультуры в этой школе. Волейбольное образование продолжил в Ярославле, куда переехал в 16-летнем возрасте. В 2002 году начал привлекаться к играм «Нефтяника» в Суперлиге и был приглашён в молодёжную сборную России, в составе которой в августе того же года играл на чемпионате Европы в Польше, а спустя год — на чемпионате мира в Тегеране.
Летом 2004 года подписал контракт со столичным «Динамо». Не всегда попадая в стартовый состав московской команды, Юрий Бережко тем не менее обратил на себя внимание главного тренера сборной России Зорана Гаича, включившего молодого доигровщика в заявку на Евролигу-2005. Дебют Юрия в сборной состоялся 25 июня 2005 года в матче с командой Финляндии (3:1). Следующий вызов в сборную случился через год и был во многом вынужденным: на чемпионате мира необходимо было заменить травмированного Сергея Тетюхина, однако в Японии Бережко не получил большой игровой практики.
Зато новой возможностью закрепиться в стартовом составе национальной команды Юрий распорядился блестяще. К решающим матчам Мировой лиги 2007 года в команде Владимира Алекно, потерявшей из травмы опытного Павла Абрамова, осталось только два доигровщика — Бережко и Александр Корнеев. Молодые волейболисты, никогда прежде в таких ответственных поединках не игравшие, мужественно выдержали приём, а Юрий также был признан лучшим нападающим «Финала шести» в Катовицах. В сентябре того же года по итогам чемпионата Европы Бережко вновь получил приз лучшему нападающему, показав самую высокую на турнире эффективность в атаке (60 %). Вернувшись в «Динамо», он был выбран капитаном команды, а в конце года в составе сборной выступил на Кубке мира в Японии, где, как и на двух предыдущих турнирах национальной команды, завоевал серебряную медаль.
В сборной России образца 2008 года Бережко, как правило, входил в игру с замены и выиграл бронзовые медали Мировой лиги и Олимпийских игр в Пекине, а в 2009-м практически на все игры выходил в стартовой шестёрке и стал лидером команды по количеству набранных за сезон очков (274 в 27 матчах). На чемпионате Европы в Турции, где сборная России заняла четвёртое место, Юрий Бережко выиграл приз лучшему подающему, исполнив в 8 матчах 12 подач навылет (0,44 эйса в среднем за партию). Годом ранее он отметился в этом элементе в одном из матчей российской Суперлиги с казанским «Зенитом», когда на его подачах в третьем сете, ставшем последним в матче, счёт из 13:16 превратился в 24:16.

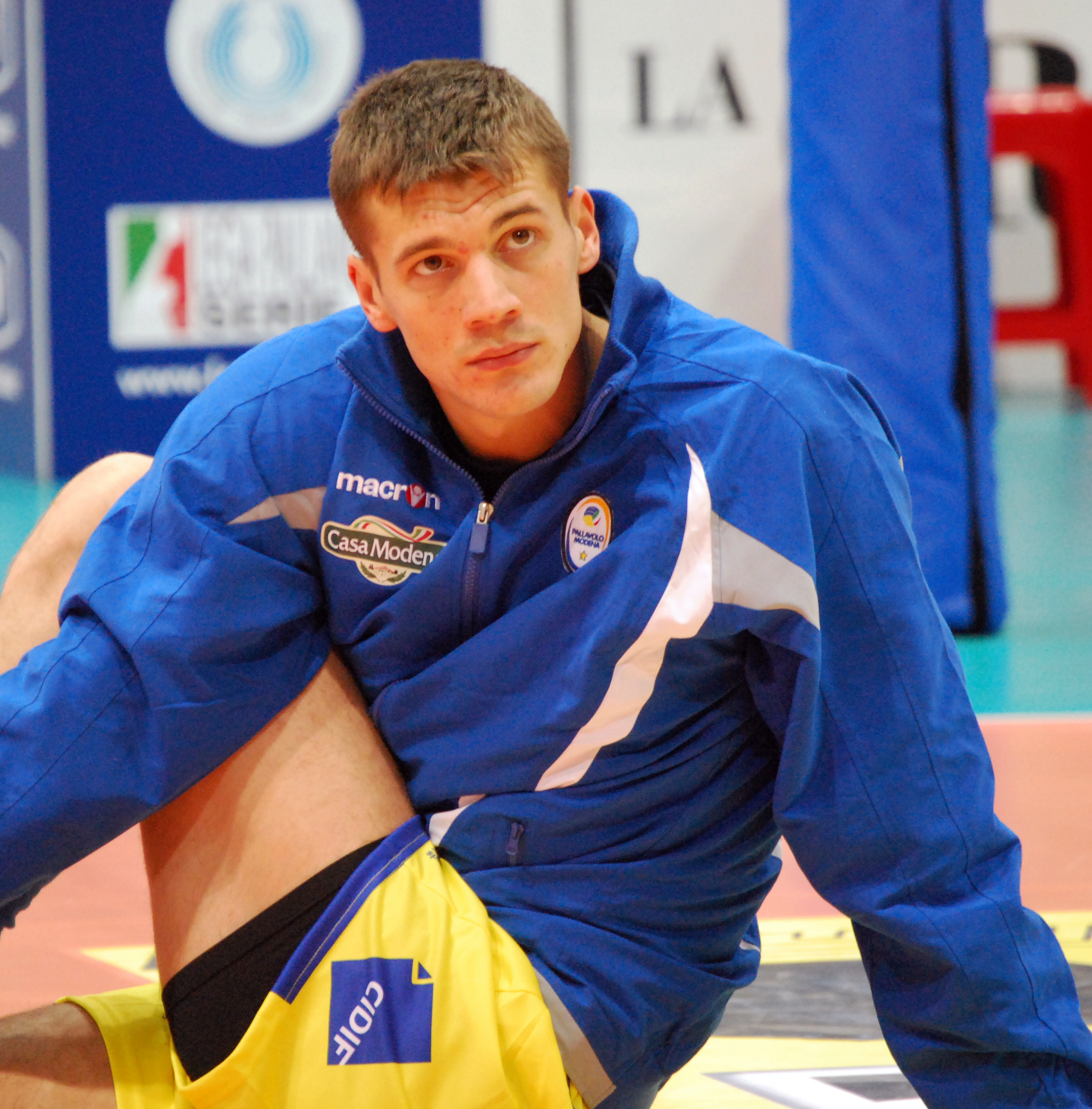
Бережко — игрок «Модены», 2010 год

В составе московского «Динамо» Юрий Бережко дважды становился чемпионом России и дважды побеждал в розыгрышах Кубка страны. В мае 2010 года подписал контракт с итальянской «Моденой». В сезоне-2010/11 сыграл за «Модену» в 31 матче Серии A1, набрав в них 278 очков. Его команда заняла пятое место в регулярном чемпионате, а в полуфинальной серии плей-офф проиграла «Трентино» со счётом 2—3.
Вернувшись в Россию, Бережко перенёс операцию на коленях, после которой прошёл длительный восстановительный период и, будучи включённым в заявку сборной России на Мировую лигу-2011, не провёл в её составе ни одного матча. Тем временем он перешёл в казанский «Зенит» и весной 2012 года стал победителем чемпионата России и Лиги чемпионов, доказав своей игрой право вернуться в сборную.
В августе 2012 года в составе сборной России под руководством Владимира Алекно завоевал золото Олимпийских игр в Лондоне. Юрий сыграл в 7 матчах турнира и набрал 13 очков. Став олимпийским чемпионом, признался, что его новая мечта — попасть на следующие Игры: «Я выиграл Олимпиаду, но сидя на скамейке, так что теперь хочется победить и провести все игры на площадке. Я не могу сказать, что считаю себя олимпийским чемпионом. Когда ты выкладываешься для достижения цели, чем больше ты оставляешь сил, тем больше эта победа тебе приносит радости. Если ты простоял на скамейке запасных почти все матчи, то эмоции всё же не те».
В сезоне-2013/14 Бережко защищал цвета краснодарского «Динамо», затем вернулся в московское «Динамо». В апреле 2015 года стал победителем Кубка Европейской конфедерации волейбола.
В январе 2016 года в составе сборной России принял участие на европейском олимпийском отборочном турнире в Берлине, где его выход на замену вместе с Александром Маркиным в финальном матче против французов помог российской команде одержать волевую победу. В мае того же года во время тренировочного сбора перед турниром Мировой лиги Юрий покинул расположение сборной из-за повреждения ахиллова сухожилия, которое в итоге не позволило ему попасть в заявку команды на Олимпийские игры в Рио-де-Жанейро.
В сентябре 2017 года в составе сборной России под руководством Сергея Шляпникова выиграл золото на чемпионате Европы в Польше, выходя в стартовой шестёрке во всех матчах на турнире.
В декабре 2020 года в составе московского «Динамо» в третий раз за карьеру выиграл Кубок России, а спустя месяц перешёл в стамбульский «Галатасарай», с которым стал бронзовым призёром чемпионата Турции. В сезоне-2021/22 вновь выступал за казанский «Зенит», выиграв Кубок России и бронзу чемпионата страны. Летом 2022 года пополнил состав новосибирского «Локомотива» и в наступившем сезоне стал бронзовым призёром чемпионата России. 
В августе 2023 года перешёл в клуб «Спор Тото» (Анкара), спустя год вернулся в Россию, став игроком «Белогорья».

## Достижения

### Со сборной России
- Чемпион Олимпийских игр (2012).
- Бронзовый призёр Олимпийских игр (2008).
- Чемпион Европы (2017), серебряный призёр чемпионата Европы (2007).
- Серебряный призёр Кубка мира (2007).
- Победитель (2011), серебряный (2007, 2010) и бронзовый (2008, 2009) призёр Мировой лиги.
- Чемпион Евролиги (2005).

### В клубной карьере
- Чемпион России (2005/06, 2007/08, 2011/12), серебряный (2004/05, 2006/07, 2015/16, 2016/17) и бронзовый (2009/10, 2012/13, 2014/15, 2017/18, 2021/22, 2022/23, 2024/25) призёр чемпионатов России.
- Обладатель Кубка России (2006, 2008, 2020, 2021), финалист (2004, 2007, 2012) и бронзовый призёр (2009, 2015) Кубка России.
- Бронзовый призёр чемпионата Турции (2020/21).
- Обладатель Суперкубка России (2008, 2009, 2011, 2012).
- Победитель (2011/12), финалист (2009/10) и бронзовый призёр (2006/07, 2012/13) Лиги чемпионов.
- Обладатель Кубка Европейской конфедерации волейбола (2014/15).
- Бронзовый призёр клубного чемпионата мира (2011).

### Личные
- Лучший нападающий Мировой лиги и чемпионата Европы (2007).
- Лучший подающий чемпионата Европы (2009).
- Лучший принимающий «Финала четырёх» Лиги чемпионов (2013).
- Участник Матчей звёзд России (2008, 2009, 2010, 2013, февраль 2014).

## Государственные награды и звания
- Заслуженный мастер спорта России (2008).
- Орден Дружбы (13 августа 2012 года) — за большой вклад в развитие физической культуры и спорта, высокие спортивные достижения на Играх XXX Олимпиады 2012 года в городе Лондоне (Великобритания)[17].

## Личная жизнь
Юрий Бережко является выпускником факультета управления и права Московского государственного университета
приборостроения и информатики.
Женат, в сентябре 2013 года в его семье родился сын Александр.